# Stylopauropus dybasi
Stylopauropus dybasi är en mångfotingart som beskrevs av Paul Auguste Remy 1956. Stylopauropus dybasi ingår i släktet skaftfåfotingar, och familjen fåfotingar. Inga underarter finns listade i Catalogue of Life.